# الصلوب

تعديل مصدري - تعديل

الصلوب إحدى حارات مدينة العدين بمحافظة إب، بلغ تعداد سكانها 119 نسمة حسب تعداد اليمن لعام 2004.